# Sumur Pacing
Sumur Pacing is een bestuurslaag in het regentschap Tangerang van de provincie Banten, Indonesië. Sumur Pacing telt 5889 inwoners (volkstelling 2010).